# أحمد المقري التلمساني
أحمد بن محمد المقري التلمساني (986- 1041هـ/ 1578- 1631م) هو شهاب الدين أبو العباس أحمد بن محمد المقري التلمساني القرشي المالكي الأشعري من أعلام الفكر العربي في الجزائر أثناء عهدها العثماني شخصية متميزة فكرياً، توزّع هواها بين أقطار العروبة مشرقاً ومغرباً، ولد في الجزائر، وهام بالمغرب الأقصى كما كبر وجده بالحجاز، وأحب دمشق وأهلها، والقاهرة ورجال علمها، حيث لقي ربه، وفي نفسه حنين إلى وطنه الأول الجزائر وشوق الرحلة إلى دمشق التي حالت دونها المنية، بعدما ارتوى صدره من أريج الأرض الطاهرة في البقاع المقدسة.
إنه العلامة الأديب اللامع أحمد المقري صاحب عملين فكريين جادين، بدأ بأوّلهما حياته في التأليف، وهو كتاب "روضة الآس العاطرة الأنفاس في ذكر من لقيته من أعلام الحضرتين: مراكش وفاس"، وكان الثاني خاتمة مؤلفاته، عشية وفاته، وهو كتاب "نفح الطيب من غصن الأندلس الرطيب".
المقري التلمساني (1578م ـ 1631م) اسمه الكامل شهاب الدين أبوالعباس أحمد ابن محمد ابن أحمد ابن يحيى القرشي هو مؤرخ مسلم ولد في تلمسان سنة 1578م، وتوفي سنة 1631م بالقاهرة، من أشهر كتبه نفح الطيب من غصن الأندلس الرطيب الذي يعد أحد أبرز المراجع العربية المكتوبة حول تاريخ الأندلس.

## حياته
ولد شهاب الدين المقري سنة 986هـ الموافق لسنة 1578م بمدينة تلمسان وأصل أسرته من قرية مقرة التي تقع في منطقة المسيلة ببلاد الزاب، نشأ بمدينة تلمسان وطلب العلم فيها وكان من أهم شيوخه التلمسانيين عمه الشيخ سعيد المقري أمضى خلال سنواته هذه حياته في طلب العلم وحفظ القرآن الكريم وعلوم الشريعة.
انتقل إلى مدينة فاس في عهد السلطان السعدي أحمد المنصور، ثم ذهب إلى مراكش لكنه عاد إلى مدينة فاس وبعد وفاة السلطان أحمد المنصور، عينه السلطان زيدان الناصر بن أحمد مفتيا وإماما لمسجد القرويين سنة 1618م، لكنه في نفس العام قرر الرحيل لأداء فريضة الحج بمكة المكرمة، مر بمدينة القاهرة في العام الموالي، ثم زار دمشق والقدس ثم توجه نحو مكة المكرمة وأخذ هنالك العلم وجلس للتدريس بالحرم، ثم ذهب لدمشق مرة ثانية وجلس للتدريس في علوم الفقه والحديث والتاريخ واللغة وأخذ يحدث الناس عن مفاخر وتاريخ الأندلس حيث أوقف نفسه لكتابة التاريخ الأندلسي واستمر في تصنيفه وخلالها عاد إلى القاهرة حيث وافته المنية سنة 1041هـ الموافق لسنة 1631م.

## مؤلفاته
يعد المقري أحد أبرز المؤرخين المسلمين في القرن السادس عشر والسابع عشر الميلاديين، اشتهر صِيتُه العلمي في بقاع العالم الإسلامي ابتداء من تلمسان وفاس ومراكش ومصر والحجاز والشام خلال حكم الخلافة العثمانية، وشهد له معاصروه بالعلم وتدل على ذلك آثاره العلمية في شتى صنوف العلم
- يعتبر كتاب الرحلة إلى المغرب والمشرق من الآثار المفقودة لأبي العباس المقري لولا الهدية التي قدمتها حفيدة المستشرق الفرنسي جورج ديلفان سنة 1993م للمكتبة الوطنية بالجزائر العاصمة، والمتمثلة في مجموعة من المخطوطات من بينها رحلة المقري.
- يعد نفح الطيب من غصن الأندلس الرطيب أشهر مؤلفات المقري كما يعد أحد أبرز المراجع العربية المعتمدة حول تاريخ الأندلس وتجدر الإشارة أن المقري ألّف كتابه نفح الطيب بطلب من أحمد بن شاهين الصقلي الدمشقي ، الذي أعجبه الحديث الذي كان يدور بين المقري وعلماء دمشق حول عالم الأندلس لسان الدين بن الخطيب.
- أزهار الرياض في أخبار القاضي عياض من خمسة أجزاء.
- روضة الأنس العاطرة الأنفاس في ذكر من لقيته من علماء مراكش وفاس.
- حسن الثنا في العفو عمن جنى.
- عرف النشق في أخبار دمشق.
- أرجوزة سماها إضاءة الدجنة في عقائد أهل السنة.
- أرجوزة سماها زهر الكمامة في العمامة.

## نشأته
(المقري) من أسرة علم بالجزائر، عاشت في قرية (مقرة (ولاية المسيلة)) شرق مدينة (المحمدية) أي (المسيلة) حالياً، بنحو ثلاثين كيلو متراً، وهي لا تزال تنطلق هكذا (مَقْرَة) حتى اليوم، بسكون القاف، فشيوع نسبته إليها اليوم بفتح على تشديد القاف (المقّري) خطأ، لا مبرر له، غير جهل بضبط النسبة إلى القرية المذكورة، حتى في كتابات باحثين جزائريين منذ أوائل هذا القرن، مثل (الحفناوي) الذي بقي متردّدا فقال: "المقرّي بفتح الميم وتشديد القاف…
وقيل بفتح الميم وسكون القاف لغتان… قرية من قرى تلمسان أو (الزاب) فنقل مكان القرية من جنوب الجزائر الشرقي إلى غربها غير واثق.
انتقل جد (أحمد المقري) الأعلى من (مقرة) قرب (المسيلة) إلى (تلمسان) وبها برز علماء أجلاء، في الأسرة، من بينهم عم (أحمد) العلامة (سعيد المقري) وفيها ولد المؤلف (أحمد بن محمد المقري) المكنّى (أبا العباس) سنة (986هـ/ 1578م) ودرس على أمثال عمّه السالف الذكر، وفي وقت كانت (الرحلة) إلى (العلم) من مكملات التكوين العلمي، انتقل (المقري) إلى فاس سنة (1009هـ/1600م) للدراسة، حيث لفت أنظار رجال العلم والسياسة، ومنهم الشيخ إبراهيم بن محمد الآيسي الذي اصطحب (المقري) من (فاس) إلى مراكش حيث قدمه للسلطان (أحمد المنصور الذهبي) الذي أجلّه، كما أعجب (المقري) به، مثلما طرب للجوّ العلمي في (مراكش) ورجاله، ولم يكد يعود إلى (تلمسان) سنة (1011هـ/ 1601م) حتى شرع يبرّح به الشوق إلى (فاس) ومناخها العلمي الزاخر، فسافر إليها سنة (1013هـ/ 1604م) إماماً ومفتياً وخطيباً ذا مكانة مرموقة، غير أن هناءه وراحته نغصهما عليه الجو السياسي، في الصراع بين أبناء السلطان (أحمد المنصور) على السلطة، بعد وفاته (1012هـ/ 1603م) فقرر الرحيل تاركاً أسرته بمدينة (فاس) في رمضان (1027هـ/ 1618م) متجهاً نحو الحجاز، لأداء فريضة الحج، فمر بوطنه، وتونس براً، ثم إلى (مصر) بحراً، ومنها إلى الحجاز، فوصل مكة المكرمة في ذي القعدة (1028هـ / 1619م) فاعتمر، ثم حجّ، وفكر في الإقامة، التي حالت دونها عوائق أشار إليها ولم يحدّدها، فعاد إلى (مصر) في شهر المحرم (1029هـ/ 1630م) حيث أعاد الزواج من (مصرية) وشرع يدّرس في (الأزهر).

## المقري والأراضي المقدسة
ومن (مصر) شرع يكرر رحلاته إلى البقاع المقدسة، فقال سنة (1029هـ/ 1631م) عن زيارته (مكة) و (المدينة) و (بيت المقدس) إنه زار مكة "خمس مرات، وحصلت بالمجاورة فيها المرات، وأمليت فيها على قصد التبرك دروساً عديدة… ووفدت على طيبة المعظمة ميمّماً مناهجها السديدة سبع مرات، وأطفأت بالعود إليها الأكباد الحرار، واستضأت بتلك الأنوار… وأمليت الحديث النبوي بمرأى منه عليه الصلاة ومسمع… ثم أبت إلى مصر مفوّضاً لله جميع الأمور، ملازماً خدمة العلم الشريف بالأزهر المعمور…
فتحركت همتي… للعودة للبيت المقدس وتجديد العهد بالمحل الذي هو على التقوى مؤسس، فوصلت أواسط رجب وأقمت فيه نحو خمسة وعشرين يوماً بدا لي فيها بفضل الله وجه الرّشد وما احتجب، وألقيت عدة دروس بالأقصى والصخرة المنيفة، وزرت مقام الخليل ومن معه من الأنبياء ذوي المقامات الشريفة"(4). ومن هناك اتجه إلى (دمشق) حيث سرّ كثيراً بأرضها وإنسانها، فدرّس (البخاري) ولقي الإعجاب وحظي بتقدير عوّضه ما عاناه في (مصر) فقرّر الانتقال إليها من (مصر) بتشجيع من رجال (دمشق) أنفسهم، فعاد إلى (مصر) للانتهاء من تحرير (نفح الطيب) وتصفية شؤونه فيها على نية السفر إلى (دمشق) لكن الأجل أدركه في (مصر) سنة (1041هـ/ 1631م) وروحه في (دمشق) التي قال فيها أعذب المشاعر، كمشاعر الحنين إلى وطنه، وهو القائل فيها "الاعتراف بالحق فريضة ومحاسن الشام وأهله طويلة عريضة، ورياضه بالمفاخر والكلمات أريضة، وهو مقرّ الأولياء، والأنبياء، ولا يجهل فضله إلا الأغمار الأغبياء".
وخلال رحلة الحياة الذاتية والروحية والعلمية، وجد (المقري) في (المغرب الأقصى) أولاً وفي (المشرق العربي) ثانياً المناخ العلمي الصحي الذي فتّق مواهبه الأدبية وإمكاناته العقلية فأثر في الحياة الدينية، خصوصاً في (فاس) و (دمشق) وأنجز ما يقرب من ثلاثين كتابا، من بينها كتابان دلالتهما مهمة، تعبيراً عن ميوله، وصلاته الفكرية، أولهما كما سبقت الإشارة: «روضة الآس العاطرة الأنفاس» وثانيهما: «نفح الطيب…».

## كتبه
بالكتاب الأول افتتح (المقري) حياته الفكرية والأدبية، وقد جاء من وحي المحيط العلمي الصحي الذي عاشه في (فاس) و (مراكش) فاختلط بعلماء البلد وفقهائه، وسياسييه، وأعجب بهم، كما أعجبوا به، فشرع يكتب كتابه هذا في (فاس) بعد لقائه بالسلطان المغربي (أحمد المنصور) للتعريف بمن لقيهم من علماء المدينتين (فاس) و (مراكش) ليكون الكتاب هدية للسلطان في النهاية.
شرع يكتب عمله وهو في (فاس) وتابعه بعد عودته إلى (تلمسان) سنة (1011هـ) لكنه حين عاد بالعمل جاهزاً إلى (فاس) سنة (1013هـ/ 1904م) كان السلطان المغربي، قد لقي ربه قبل ذلك بسنة. فبقي الكتاب هدية للمكتبة العربية في أكثر من ثلاثمائة وخمسين صفحة، عن رجال الحاضرتين المغربيتين الذين بلغ عددهم أربعاً وثلاثين شخصية، وتكفّل بالسهر على طبعه وإخراجه إلى الناس، الأستاذ: (عبد الوهّاب بن منصور).
أما كتابه (نفح الطيب) فقد ختم به حياته، وأنجزه في (مصر) سنة (1038هـ/ 1628م) فقامت عليه شهرته، بمادته وأسلوبه، أما المحرّض على تأليفه فهو المحيط العلمي (الدمشقي) حين كان (المقري) مقيماً فيها سنة (1037هـ/ 1627م)، فلمس لدى القوم شغفاً علمياً، ووداً صافياً طاهراً استحوذ على فؤاده، فيذكر أن حديثه لهم عن (الأندلس) و (لسان الدين بن الخطيب) جعل أحد علمائهم (ابن شاهين) يطلب منه تأليفاً في الموضوع «كنا في خلال الإقامة بدمشق المحوطة، وأثناء التأمّل في محاسن الجامع والمنازل والقصور والغوطة، كثيراً ما ننظم في سلك المذاكرة درر الأخبار الملقوطة، ونتفيأ من ظلال التبيان مع أولئك الأعيان في مجالس مغبوطة، نتجاذب فيها أهداب الآداب، ونشرب من سلسال الاسترسال ونتهادى لباب الألباب… ونستدعي أعلام الأعلام، فينجرّ بنا الكلام والحديث شجون، وبالتفنن يبلغ المستفيدون ما يرجون، إلى ذكر البلاد الأندلسية، ووصف رياضها السندسية… فصرت أورد من بدائع بلغائها ما يجري على لساني، من الفيض الرحماني، وأسرد من كلام وزيرها لسان الدين بن الخطيب السلماني… ما تثيره المناسبة وتقتضيه، وتميل إليه الطباع السّليمة وترتضيه من النظم الجزل في الجدّ والهزل… فلما تكرر ذلك غير مرة على أسماعهم لهجوا به دون غيره حتى صار كأنه كلمة إجماعهم، وعلق بقلوبهم، وأضحى منتهى مطلوبهم، ومنية آمالهم وأطماعهم… فطلب مني المولى أحمد الشاهيني إذ ذاك، وهو الماجد المذكور، ذو السعي المشكور أن أتصدى للتعريف بلسان الدين في مصنف يعرب عن بعض أحواله وأنبائه وبدائعه وصنائعه ووقائعه مع ملوك عصره وعلمائه وأدبائه…» فحاول (المقري) الاعتذار لكن صاحبه يلحّ، فلم يقو على ردّ ملحّ لعزيز، فأقدم على عمله، وكله عزم وحزم، فقدم للمكتبة العربية مرجعاً هاماً، وتحفة أسلوبية ذات تميّز عربي، ببيانها على لسان أحد أبناء الضاد في (الجزائر) خصوصاً، وفي المغرب العربي عموماً.
فكان (المجلد الأول): عن (الأندلس) تاريخاً ومدناً وإنتاجاً، وطوائف وفتحاً، وأعلاماً، في السياسة، والفكر والدين والشعر والأدب، (في 704 صفحة). وكان (المجلد الثاني) عن بعض «من رحل من الأندلسيين إلى بلاد المشرق» فشمل نحو (307 شخصية) بينما ضم (المجلد الثالث) «بعض الوافدين على الأندلس من أهل المشرق». والحصيلة أكثر من (475 شخصية) ويتلاحق ذلك في معظم صفحات (المجلد الرابع)، أكثر من (700 شخصية) متبوعة بحديث عن «تغلّب العدوّ على الأندلس واستغاثة أهلها معاصريهم لإنقاذها» في أكثر من (مئتي صفحة).
ثم يستأثر (لسان الدين بن الخطيب) بثلاثة مجلدات: (الخامس) و (السادس) و (السابع) عن أسلافه، ونشأته، ومشائخه، وصلاته بالملوك والأكابر، مع جملة نماذج مطولة من إنتاجه، نثراً وشعراً، ثم أولاده، وبعض صلاته الأخرى المختلفة.
وقد أفرد المحقق والناشر (المجلد الثامن) للفهارس المختلفة ذات النفع الكبير بالنسبة للباحثين، عرباً وأجانبَ.
فالكتاب صورة أدبية فكرية سياسية للأندلس التي أنجبت رجالاً واستقطبت أعلاماً، فبنت لها مجداً أتلفه (ملوك الطوائف) فسحقوه تحت (حوافرهم) صراعاً على المواقع و (المغانم).
لقد أحبّ (المقري) الأندلس وأديبها (ابن الخطيب) كما أحبّ (دمشق) وأهلها، مثل هيامه الروحي بالبقاع المقدسة، مهبط الرسالة المحمدية، مثلما بقي الشوق مقيماً في نفسه إلى وطنه (الجزائر) التي تنفس هواءها، مثل (فاس) التي وضعت قدميه على طريق المجد عالماً فقيهاً مصنفاً أديباً. فكان علماً عربياً، بحسّ قومي تغلغل في أعماقه، وأنجز أعمالاً خدمت أمته وعبرت عن إمكانياته وظروف عصره سياسياً، وأدبياً.
فإن بقي أول عمل له (روضة الآس) إحدى الخطوات الأولى الناجحة له في معاجم الأعلام، فإن آخر عمل له (نفح الطيب) صورة متوهجة، حية لآخر الأنفاس في (الأدب المغاربي) عموماً، و (الأدب الجزائري) خصوصاً قبل أن يتدحرج نحو الهاوية، في عصر (الظلمات) كما هو صورة في الوقت ذاته للمستويات الشعرية في الأندلس بهذا الفيض من النماذج التي أشبع بها المؤلف صفحات (النفح) التي بلغت أربعة آلاف وثمانمئة وخمسين صفحة (4850 ص) وهو تراث مشترك بين جناحي الوطن العربي (مشرقه ومغربه) له كله على (المقري) فضل، كما لهذا على وطنه الأكبر جميعه دين في تقدير جهده، المقرون بالحب والإخلاص. للذين يعطون أوطانهم بسخاء، من دون منّ ولا أذى.